# Ballooning

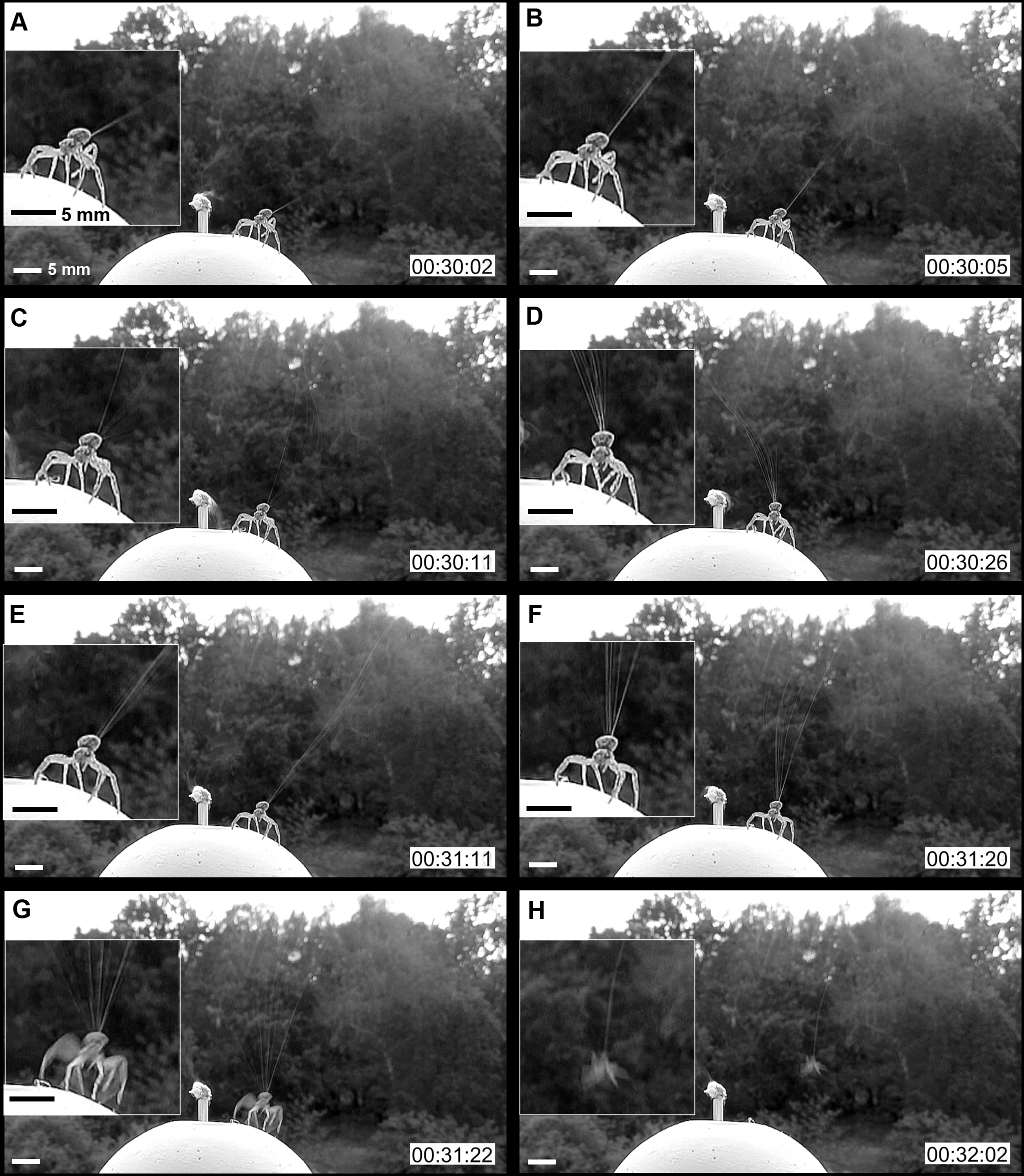
Immagini che mostrano le fasi del ballooning, fino al sollevamento del ragno

Il ballooning è un modo di spostarsi nell'aria utilizzato da diversi ragni e da qualche altra specie di artropodi (acari e larve di lepidotteri). Gli animaletti secernono della seta che viene sollevata e trasportata, insieme all'animale, dal vento e dal campo elettrico.
In questo modo i ragni possono compiere anche lunghi tragitti. Un esempio è dato da Charles Darwin nel resoconto del viaggio con la Beagle:
(Charles Darwin, The Voyage of the Beagle)
I fili dei ragni trasportati con il ballooning offrono una spiegazione naturale ai casi (o almeno ad alcuni di essi) relativi al fenomeno della bambagia silicea (o "capelli d'angelo"), citato in diversi testi di ufologia come fatto misterioso.